# Scipione Rebiba
 (mai 2025).
Si vous disposez d'ouvrages ou d'articles de référence ou si vous connaissez des sites web de qualité traitant du thème abordé ici, merci de compléter l'article en donnant les références utiles à sa vérifiabilité et en les liant à la section « Notes et références ».
Scipione Rebiba (né à San Marco d'Alunzio, en Sicile, alors dans le royaume de Sicile, le 3 février 1504, et mort à Rome, le 23 juillet 1577) est un cardinal italien du XVIe siècle.

## Biographie
Scipione Rebiba étudie à Palerme. Il entre à la cour du cardinal Gian Pietro Carafa, fondateur des théatins, archevêque de Chieti et futur pape Paul IV. En 1541, il est sacré évêque titulaire d'Amyclées (de) pour être son évêque auxiliaire à Chieti. Il est vicaire de Naples en 1549 et gouverne l'archidiocèse de Naples au nom de Gian Pietro Carafa, transféré à Naples. En 1549-1551, il est protonotaire apostolique et en 1551, il est nommé évêque de Mottola, membre de la commission du Saint-Office (présidé par Gian Pietro Carafa) et délégué de l'Inquisition à Naples et en 1555 il devient  gouverneur de Rome.
Créé cardinal par le pape Paul IV lors du consistoire du 20 décembre 1555, il est promu archevêque de Pise en 1556. Il est membre du conseil d'État pour assister le pape, devenu vieux et malade, et membre de l'inquisition générale. En 1560, il est transféré à Troia. Rebiba est légat a latere auprès de l'empereur et le roi de Pologne. Il est détenu au château Saint-Ange sur ordre du pape Pie IV comme complice des Carafas mais reconnu innocent, il est libéré. Camerlingue du Sacré Collège en 1565-1567, patriarche latin de Constantinople de 1565 à 1573, il est nommé inquisiteur majeur en 1573. 
Il participe au conclave de 1559, lors duquel Pie IV est élu, au conclave de 1565-1566 avec l'élection de Pie V et au conclave de 1572 (élection de Grégoire XIII).

### Succession apostolique
En étudiant les généalogies épiscopales, selon le principe de la succession apostolique, on estime que près de 95 % de l'épiscopat catholique actuel « descend » du cardinal Scipione Rebiba. Cela tient à ce qu'il a consacré 26 évêques, et qu'il figure notamment dans la généalogie apostolique du pape Benoît XIII qui a lui-même  consacré 161 évêques dont nombre étaient titulaires de sièges européens majeurs.
L'évêque qui a ordonné Rebiba n'étant pas connu, il est impossible de remonter plus haut cette lignée épiscopale.